# Guinea-Bissaus riksvapen
På Guinea-Bissaus riksvapen syns stjärnan i svart som är partiet PAIGC:s symbol. Statsvapnets färger återkommer i Guinea-Bissaus flagga. Valspråket är "Enighet, kamp, framsteg".

## Tidigare vapen
När landet var en portugisisk koloni och senare provins (Portugisiska Guinea), hade det ett vapen som mer knöt an till traditionell heraldik.

Vapen för Portugisiska Guinea 8 maj 1935 - 11 juni 1951.
Vapen för Portugisiska Guinea 11 juni 1951 - 24 september 1973.
Litet vapen 8 maj 1935 - 24 september 1973.